# Fasano
Fasano is een stad in de Italiaanse regio Apulië, in de provincie Brindisi. Het is een agrarisch centrum gelegen tussen het bos Selva di Fasano en de Adriatische kust. De belangrijkste bezienswaardigheden van Fasano zijn de kathedraal en de wit-rode masseria Torre Spaccata.
Belangrijk voor het toerisme van de stad is de nabijgelegen badplaats Torre Canne en de ruïnes van de Romeinse havenstad Egnazia. Vlak bij Fasano ligt het safaripark Zoosafari.
De plaats (frazione) Pezze di Greco maakt deel uit van de gemeente Fasano.

## Geboren
- Vittorio Ghirelli (1994), autocoureur

## Externe link

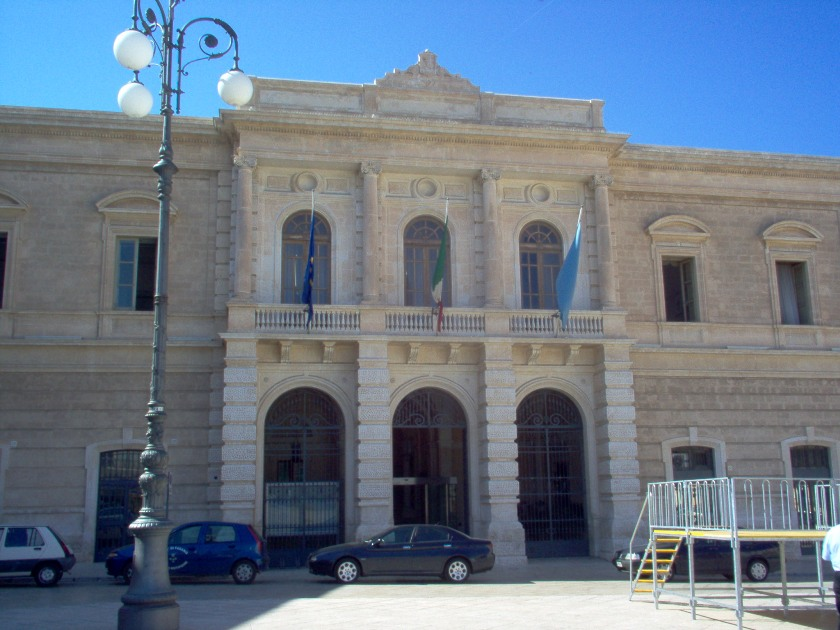
Paleis